# Isacco di Gerusalemme
Isacco o Esichio (VI secolo – 609) è stato il patriarca di Gerusalemme tra il 601 e il 609.
Fu eletto verso la fine del 601. Come da consuetudine, dopo l'elezione scrisse una lettera sinodale a papa Gregorio Magno. La risposta del vescovo di Roma attestò la pura fede di Isacco, la diffusione della simonia in Oriente e la presenza di discordie nella Chiesa di Gerusalemme; Gregorgio esortò Isacco di dedicarsi a combattere tutti questi abusi. Isacco rimase sul trono patriarcale per otto anni e morì nel 609. Si presume fosse l'autore di un Lessico greco.